# Рада шестисот (Массалія)
Рада шестисот, Екзакосіон (дав.-гр. Εξάκοσίων) — назва буле (міської ради) в стародавній Массалії.
Складалася з шестисот осіб (звідки й її назва), яких іменували тімухами. Членом Екзакосіона міг бути лише громадянин у третьому поколінні, що вже мав власних дітей. Замість померлого тімуха за згодою інших членів ради його місце зазвичай посідав його старший син. 
Екзакосіон зі свого складу обирав уряд — герусію з п'ятнадцати осіб (звідси ще одна її назва — «Рада п'ятнадцяти»).